# Isophya pavelii
Isophya pavelii är en insektsart som beskrevs av Brunner von Wattenwyl 1878. Isophya pavelii ingår i släktet Isophya och familjen vårtbitare. Inga underarter finns listade i Catalogue of Life.